# Sarawakiola
Sarawakiola là một chi bọ cánh cứng trong họ Chrysomelidae.
Chi này được miêu tả khoa học năm 1997 bởi Mohamedsaid.

## Các loài
Chi này gồm các loài:
- Sarawakiola ajaib Mohamedsaid, 1997